# 36th Street (linea IND Queens Boulevard)
36th Street è una fermata della metropolitana di New York situata sulla linea IND Queens Boulevard. Nel 2019 è stata utilizzata da 1 383 420 passeggeri. È servita dalla linea R sempre tranne di notte, dalla linea M durante i giorni feriali esclusa la notte, e dalla linea E solo di notte.

## Storia
La stazione fu aperta il 19 agosto 1933.

## Strutture e impianti
La stazione è sotterranea, ha due banchine laterali e quattro binari, i due esterni per i treni locali e i due interni per quelli espressi. È posta al di sotto di Northern Boulevard e non ha un mezzanino, ognuna delle due banchine ospita infatti due gruppi di tornelli e le scale per il piano stradale; la banchina in direzione Manhattan ha tre scale che portano agli incroci con 36th Street e 35th Street, quella in direzione Queens ha due scale che portano agli incroci con 34th Street e 37th Street.

## Interscambi
La stazione è servita da alcune autolinee gestite da MTA Bus.
- Fermata autobus